# アンザーニ

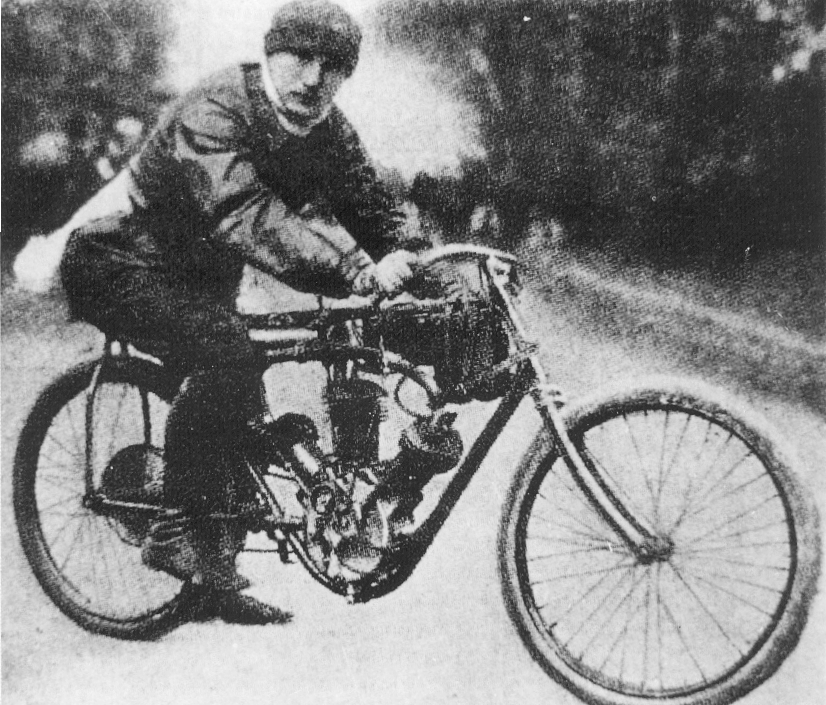
1906年のアレッサンドロ・アンザーニ、扇型エンジンを搭載したオートバイ

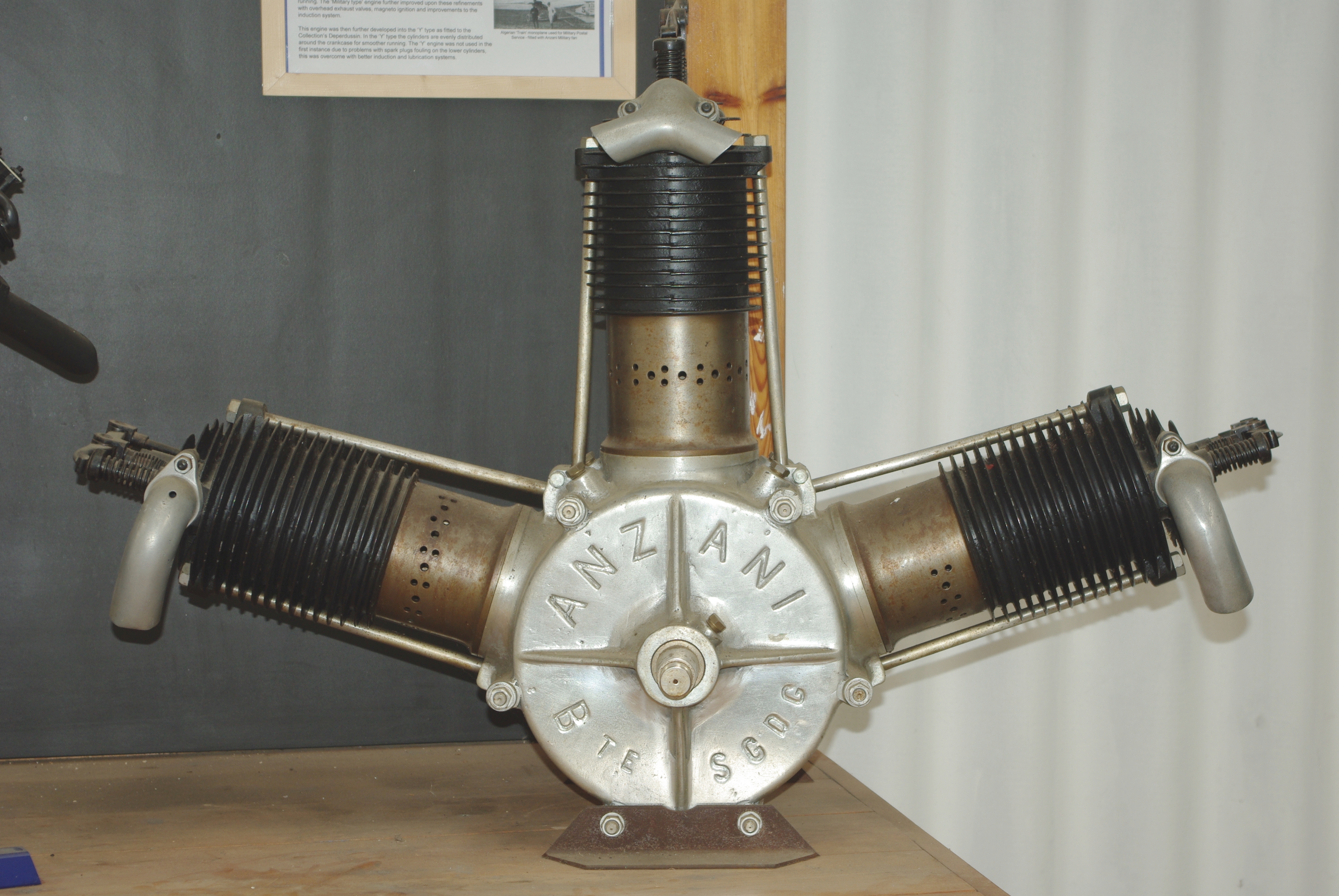
アンザーニ・ミリタリーモデル扇型（W型）航空エンジン

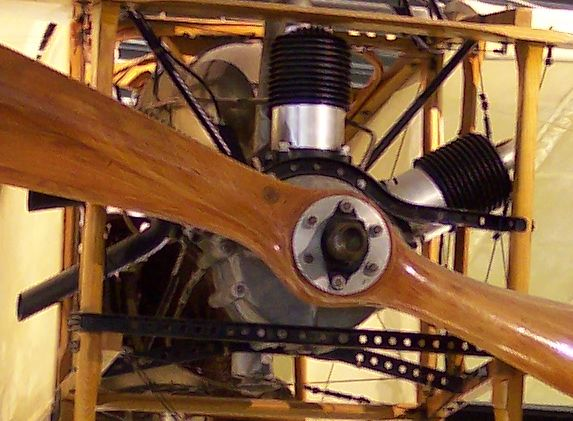
飛行機に搭載された状態のアンザーニW-3エンジンのレプリカ

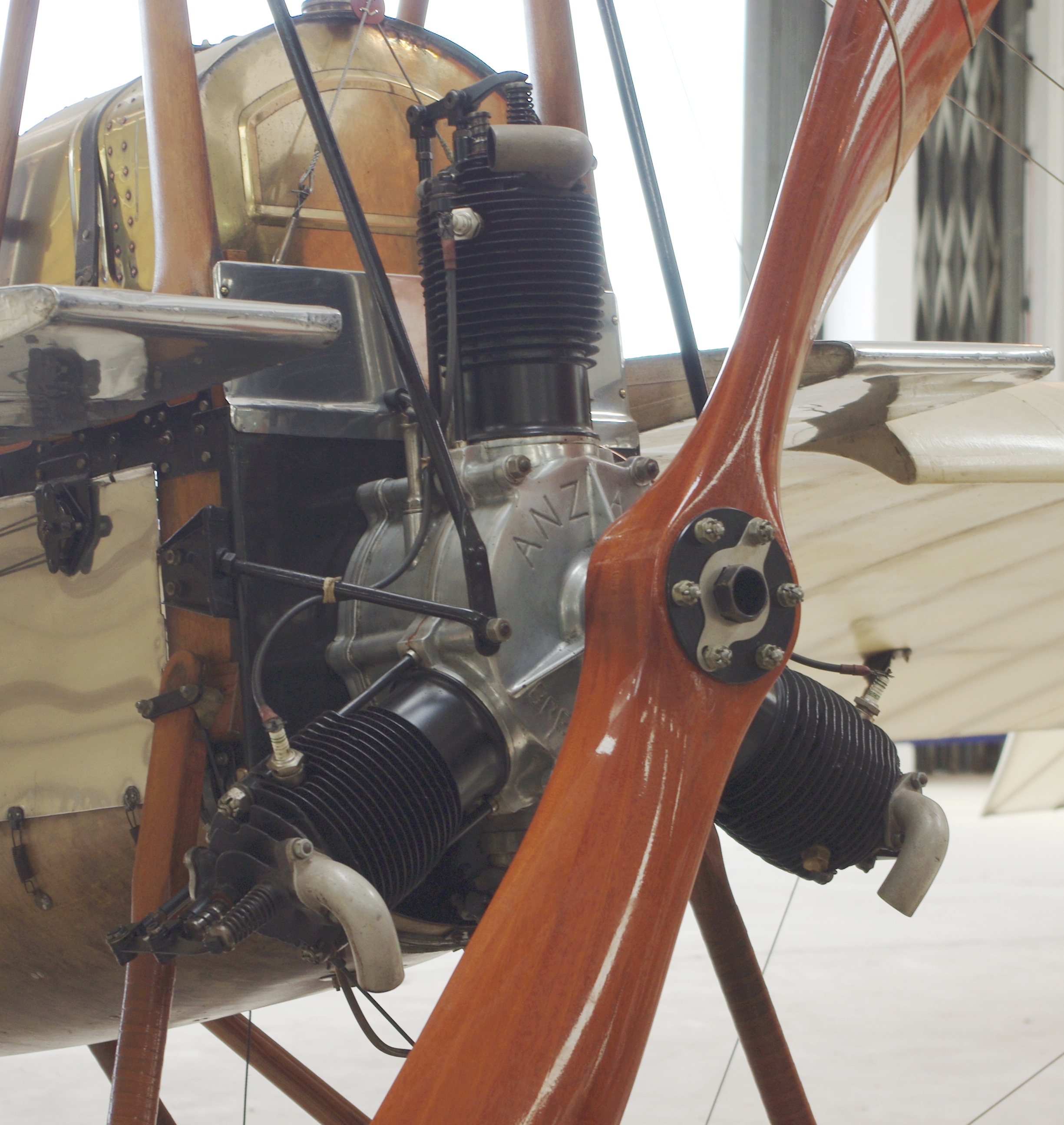
ドゥペルデュサンに搭載されたアンザーニY型航空エンジン

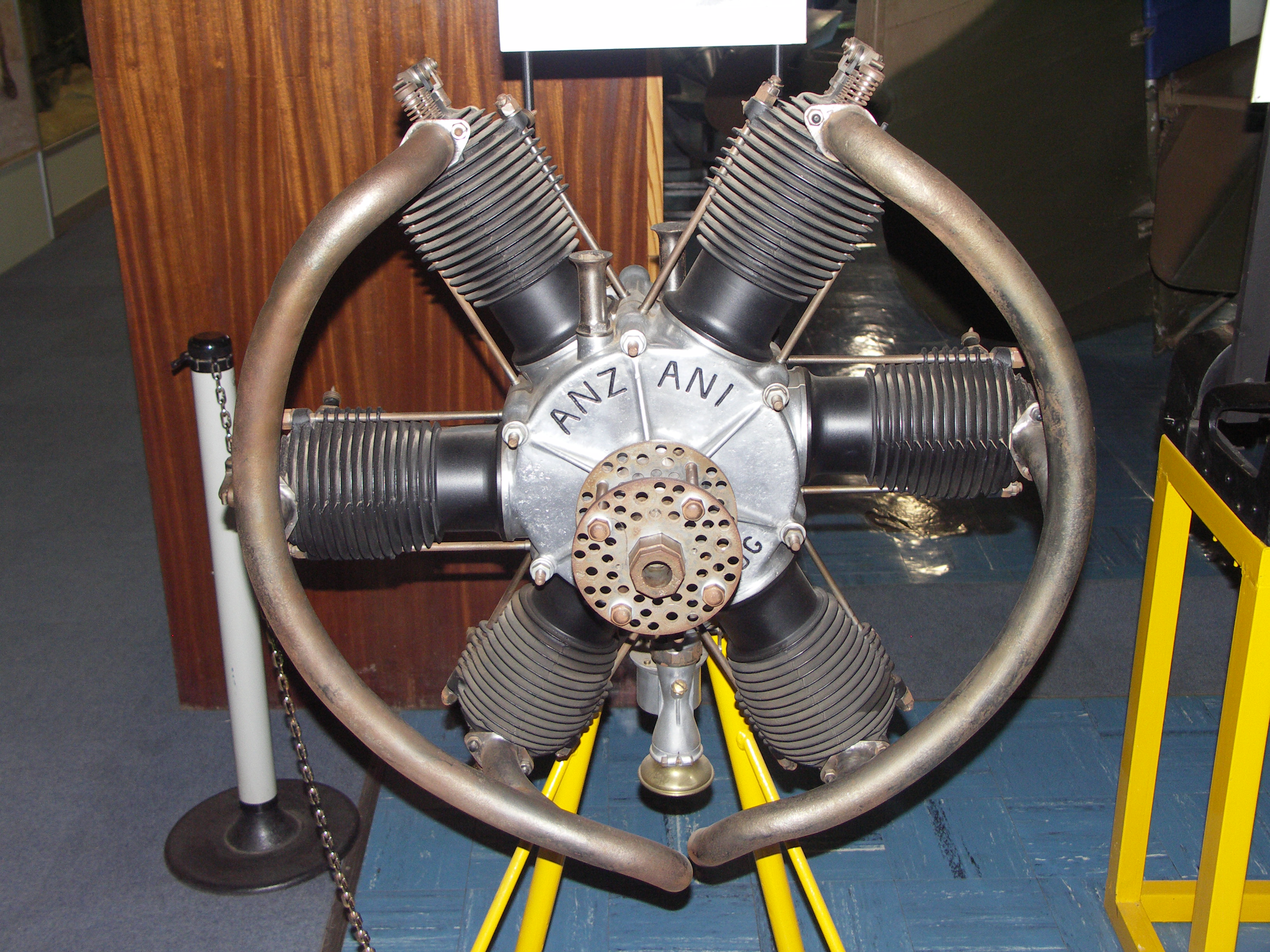
6気筒星型アンザーニエンジン45 HP 航空エンジン

アンザーニ（Anzani）は、イタリア人アレッサンドロ・アンザーニ(1877-1956)が設立したエンジンメーカーである。その英国、フランス、イタリアの工場では、航空機、自動車、船舶、オートバイ用の工業所有権付き（無断コピー禁止）のエンジンを製作した。

## 概要
アンザーニは生誕地のイタリアからフランスに移り住んだ。そこで自転車レースに関与するようになった。その後オートバイに関心が移り、記録破りのための軽量エンジンを設計・製作するようになった。1907年、パリに小さな工房を設置し、そこで3人のスタッフを雇い、エンジンを製造をはじめた。アンザーニは水中翼船を設計しそのエンジンと推進用プロペラを製造した。

## 航空用エンジン
アンザーニはエンリコ・フォルラニーニにエンジンを供給した。そのエンジンは新世代の飛行機のための3気筒空冷エンジンであった。そのエンジンの内の初期のものには、25馬力のアンザーニ W-3（又の名をアンザーニ扇型）がある。このエンジンはルイ・ブレリオに供給され、そのエンジンを搭載したブレリオ XIが1909年にドーバー海峡横断を成功した。

### 製造型式
- アンザーニ扇型(W-3) ：空冷W型3気筒。25 HP、35 HP、45 HPの3種類のバリエーションが製造された。
- アンザーニY型 ：空冷星型3気筒。気筒軸間の角度120°
- アンザーニ4 ：水冷V型4気筒。35 HP/1,600 rpm
- アンザーニ6 ：二重星型6気筒。45 HP/1,300 rpm
- アンザーニ10 ：二重星型10気筒。100 HP
- アンザーニ20 ：四重星型20気筒。200 HP

## 新工場
エンジンの生産が拡大し、最初に設けたパリの工房では手狭のためパリ郊外のクールブヴォアに新しい工場を設立し移転した。またロンドンにも工場を設立し、1904年にはイタリアのモンツァにも設立した。

## 自動車レース
1920年、アンザーニは自動車レースに転向し小型自動車を製造した。その自動車には自分の工場で製造した排気量750ccの空冷2サイクルエンジンを搭載した。この自動車はいくつかの競技で優勝した。アンザーニらは、1923年から1924年にかけて、1098ccのサイクルカーも製造した。

## 工場の売却
アンザーニの1927年の誕生日に、パリ郊外とロンドンの工場を売却することを決めた。モンツァの工場だけは、感傷的な理由で売却せず、ナターレ・バッカンティにより管理された。

## ブリティッシュ・アンザーニ
英国では、ブリティッシュ・アンザーニはエンジン製造をコベントリー・オーディナンス・ワークス社に外注した。1920年代にはブリティッシュ・バルパイン・エンジンカンパニーとして再上場され、その後再びブリティッシュ・アンザーニ・エンジニアリングカンパニーとなり、小型エンジンと車やオートバイのエンジンに集中した。ACカーズに1496ccサイドバルブ4気筒エンジン（ACカーズの有名な2リッターエンジンとなった。）を、フレーザーナッシュには1496ccのOHVエンジンを、モーガンにはV型2気筒エンジンを、スクワイアにはR1 DOHCエンジンを供給した。バークレイ・カーズは、いくつかのモデルに小型のアンザーニ・オートバイエンジンを使用した。最も知られた製品は、オートバイや芝刈り機や船外機に搭載されるようになった。コットンとグリーブスのオートバイはアンザーニのエンジンを使った。
その後、会社は多角化した。第二次大戦後のある年、「アイアンホース」という、人間が歩行しながら操作する2輪のエンジン付きプラウを発売し、主要な商品となった。並行して4輪トラクターも製造された。このトラクターは前部に座席があり、座乗して運転を行う。会社名はブリティッシュ・アンザーニ・グループとなった。1980年に清算に入るまでその名前で営業していた。
ブリティッシュ・アンザーニの商標は、2003年に再登録された。2006年にアンザーニ株式会社となった。会社はローンセストン（英国のコーンウォール）のドルフィンエンジンを通じ、ビンテージ機のスペア部品を供給している。ボ・ゾランドにより設計された製品により、自動車、船舶など輸送機械工業へのカムバックを計画している。

## 外部参照
- Motocicleta Clásica - Anzani
- Alessandro Anzani and the founding of the company
- A comprehensive history of British Anzani
- Anzani Ltd and TM holder of British Anzani
- Supplier of British Anzani outboards and handbooks